# 八幡幸助
八幡 幸助（やはた こうすけ、1989年〈平成元年〉5月13日 - ）は、千葉県出身の元プロバスケットボール選手（ポイントガード、シューティングガード）、指導者。現在はレバンガ北海道でアシスタントコーチを務めている。

## 来歴
神奈川県生まれ、千葉県育ち。実の弟は八幡圭祐。小学校4年生の時に学校の部活でバスケットボールを始め、徐々にバスケットの楽しさに染まり、今までやっていたテニスやサッカー、野球など他のスポーツをやめ、バスケット一筋に。小学校卒業後、地元の中学校にバスケット部がなかったため、隣町の中学校に入学。中学2年生を終えたと同時に、新潟県の新発田市立本丸中学校に転校。卒業後、新潟イリノイ・アメリカンハイスクールに奨学金を受け入学。1年生を終了してから、ニュージーランドのクライストチャーチにあるアラヌイ高校に留学。同校バスケットボールアカデミーにて学び、Academic Achievement with MVPを2年連続受賞。卒業後はカンタベリー大学に進学。1年目終了と同時に、NBLのマナワツ・ジェッツに入団した。プロ1年目のシーズンが終了した2010年、帰国し日本バスケットボールリーグのレラカムイ北海道に練習生として加入。練習生契約のまま選手登録され、シーズン途中よりチームとの契約に至った。北海道を1年で退団すると、千葉ジェッツ、埼玉ブロンコス、東京サンレーヴス、埼玉ブロンコス、東京八王子トレインズを渡り歩くがいずれも1年で退団する。2017年オフに現役引退。
引退後の2019年オフに滋賀レイクスターズのアシスタントコーチ兼通訳に就任し、指導者としてのキャリアをスタートさせる。滋賀には4年在籍したが、規約違反行為があり2023年に解任。2024年2月から神戸ストークスのアシスタントコーチ兼通訳を務めている。
2024年6月、レバンガ北海道アシスタントコーチ就任。

## 主な成績
| シーズン         | チーム         | GP | GS | MPG | FG%  | 3P%   | FT%  | RPG | APG | SPG | BPG | TO  | PPG |
| ---------------- | -------------- | -- | -- | --- | ---- | ----- | ---- | --- | --- | --- | --- | --- | --- |
| JBL 2010-11      | 北海道         | 7  |    | 1.6 | .500 | 1.000 | ---  | 0.4 | 0.3 | 0   | 0   | 0.4 | 0.7 |
| bjリーグ 2011-12 | 千葉           | 31 | 0  |     |      |       |      |     |     |     |     |     | 2.0 |
| bjリーグ 2012-13 | 埼玉           | 17 |    |     |      |       |      |     |     |     |     |     | 1.0 |
| bjリーグ 2013-14 | 東京（CR）     | 26 | 4  | 5.7 | .326 | .291  | .500 | 0.3 | 0.3 | 0.2 | 0   | 0.6 | 1.5 |
| bjリーグ 2014-15 | 埼玉           | 10 | 0  | 3.2 | .100 | .000  | .750 | 0.3 | 0.2 | 0.1 | 0   | 0.3 | 0.5 |
| NBDL 2015-16     | 東京（八王子） |    |    |     |      |       |      |     |     |     |     |     |     |